# Lamborghini Aventador
Lamborgini Aventador je supersportski dvosed koji je premijerno prikazan na sajmu automobila u Ženevi 28. februara 2011. godine. Aventador je konstruisan da zameni stariji model Lamborgini murčelago i uskoro po prikazivanju modela, Lamborgini je objavio da je već prodao automobile za narednih 12 meseci proizvodnje, sa isporukama koje počinju u drugoj polovini 2011. godine. Ime je dobio po čuvenom španskom biku, koji je u areni u Saragosi 1993. godine na „Trofeo de la Penja Madronjera“ proglašen najhrabrijim bikom. Krajem 2022. godine, prestaje sa proizvodnjom.

## Specifikacije
Ovaj supersportski automobil dugačak je 4,78 metara, širok 2,26 m, a visina iznosi samo 1135 milimetara. Takve proporcije, uz izraženo oštre linije karoserije i brojne 3D detalje doprinose vrlo agresivnom izgledu ultimativnog modela čuvene italijanske fabrike. Automobil ima novo razvijenu monokok šasiju od karbonskih vlakana. Zahvaljujući upotrebi ovih, ultra lakih ali istovremeno i ekstremno čvrstih i izdržljivih materijala, „aventador“ teži svega 1575 kilograma, od čega samo 147,5 kilograma odlazi na monokok kabinu. 
Pokreće ga potpuno novi 6,5 litarski V12 motor od 700 KS i 690 Nm obrtnog momenta. Potpuno elektronski Haldex AWD sistem prenosa snage na sva četiri točka (samozatvarajući zadnji diferencijal i prednji diferencijal koji kontroliše ESP sistem) i nova Independent Shifting Rod (ISR) transmisija karakteristike su ovog Lamborginija. Vešanje i oslanjanje su derivat onoga što može da se vidi na bolidima Formule 1, a kako aventador LP 700-4 reaguje na komande zavisi od moda u kome se vozi - "strada", "sport" ili "corsa". Ubrzanje od 0-100 km/h iznosi 2,9 sekundi a maksimalna brzina je 350 km/h. Koliko je avangardan Lamborgini aventador možda najbolje ilustruje činjenica da ga je u ulozi Betmena (Brus Vejn) vozio Kristijan Bejl u filmu The Dark Knight Rises (2012).

## Spoljašnje veze
- „Zvanična internet prezentacija”. Архивирано из оригинала 02. 01. 2012. г. Приступљено 11. 02. 2012.
- „Model automobila na sajtu proizvođača”. Архивирано из оригинала 14. 02. 2012. г. Приступљено 11. 02. 2012.
- Vrele gume: Lamborgini aventador
- „Vrele gume: Lamborgini aventador na stazi Vallelunga”. Архивирано из оригинала 11. 07. 2012. г. Приступљено 11. 02. 2012.
- Top Speed.com: 2012 Lamborgini aventador LP700-4
- „Top Gear: New Lamborgini aventador revealed”. Архивирано из оригинала 03. 01. 2012. г. Приступљено 11. 02. 2012.
- Top Speed: Betmen vozi Lamborgini aventador u novom filmu